# قطعنامه ۱۶۵۵ شورای امنیت
قطعنامه ۱۶۵۵ شورای امنیت سازمان ملل متحد که در تاریخ ۳۱ ژانویه ۲۰۰۶ تصویب شد، سندی بین‌المللی دربارهٔ بررسی وضعیت خاورمیانه است. این قطعنامه طی نشست ۵۳۶۲ام با ۱۵ رای موافق، ۰ مخالف و ۰ ممتنع تصویب شد.